# Contea di Hastings
La contea di Hastings è una contea dell'Ontario in Canada. Al 2006 contava una popolazione di 130 474 abitanti. Ha come capoluogo Belleville.